# メリーバッドエンド
メリーバッドエンド（和製英語: merry bad end）は、受け手の解釈により、ハッピーエンドかバッドエンドかの解釈が分かれるような結末のことを指す言葉である。「メリバ」と略されることもある。

## 概要
メリーバッドエンドは、受け手の解釈次第で物語の結末が判断される「オープンエンディング」の形式の一つで、ハッピーエンドとバッドエンドが入れ替わるような中間の存在に位置する作品の作風を表す言葉である。
メリーバッドエンドの作品では、周囲や読者からすると不幸に見える結末でも、主人公などの当事者にとっては幸せな結末となっている場合が多いとされている。
メリーバッドエンドの語源は、愉快なことを指す英語「merry」と、不幸な結末を指す和製英語「バッドエンド」を掛け合わせたものとなっている。
メリーバッドエンドの作品の例として『人魚姫』や『幸福な王子』などの童話が挙げられることもある。
また、バッドエンドに見られがちなメリーバッドエンドの作品の特徴として、主人公がラスボスを倒す引き換えに恋人や戦友を失うといった大きな犠牲を払い「俺は本当に勝ったと言えるのだろうか」と考え込むなど「物語終盤で親しい関係にいた人との離別が発生する」ことが多いとする研究もある。
その起源は不明だとする場合もあるものの、一説には2012年4月のTwitterユーザーの投稿から広まり、それを元に2013年2月に声優の悠木碧が自身のアルバムに「メリバ」と命名したとされている。

## 「メリーバッドエンド」をタイトルに含む作品

### 漫画
- 時雨さよ『君とメリーバッドエンド』[3]
- 酒井まゆ『酒井まゆ短編集 メリーバッドエンド』[4]

### 音楽

#### 楽曲
- まふまふ『メリーバッドエンド』[5]
- PEOPLE 1『メリバ』

#### アルバム・シングル
- 悠木碧 2nd プチ・アルバム『メリバ』[6]